# Кальтабеллотский договор
Кальтабеллотский договор, подписанный 31 августа 1302 года в Кальтабелотте — последний из серии договоров (после Тарасконского и Ананьиского), призванных урегулировать конфликт между Анжуйской и Барселонской династиями касательно владений в Средиземноморье, особенно на Сицилии и в Южной Италии.
Согласно договору, древнее Королевство Сицилия разделялось на островную и полуостровную части. Островная часть, именуемая «Королевство Тринакрия», переходила под власть Федериго II из Барселонской династии; полуостровная, за которое осталось наименование «Королевство Сицилия», оставалась под властью Карла II из Анжуйской династии. После смерти Федериго Сицилия должна была вернуться под власть Анжуйского дома. Федериго передавал Карлу все свои владения на материковой части, и освобождал Филиппа — сына Карла — из тюрьмы в Чефалу, а сам женился на дочери Карла — Элеоноре.
Фактически Кальтабелоттский договор означал победу Федериго в войне за наследство. Сицилийское королевство осталось в его руках, а его преемники никогда и не предполагали возвращать Сицилию своим противникам. 1302 год является рубежом, после которого можно говорить о двух независимых королевствах — Неаполитанском (с Анжуйской династией) и Сицилийском (с Арагонским домом).